# Kaufman (Texas)
Kaufman é uma cidade localizada no estado norte-americano do Texas, no Condado de Kaufman.

## Demografia
Segundo o Censo dos Estados Unidos de 2020, a sua população era de 6797 habitantes.

## Geografia
De acordo com o United States Census Bureau tem uma área de terra de 8,34 milha quadradas (21,6 km2). Kaufman localiza-se a aproximadamente 126 m acima do nível do mar.

## Localidades na vizinhança
O diagrama seguinte representa as localidades num raio de 16 km ao redor de Kaufman.